# Ausweisfälschung

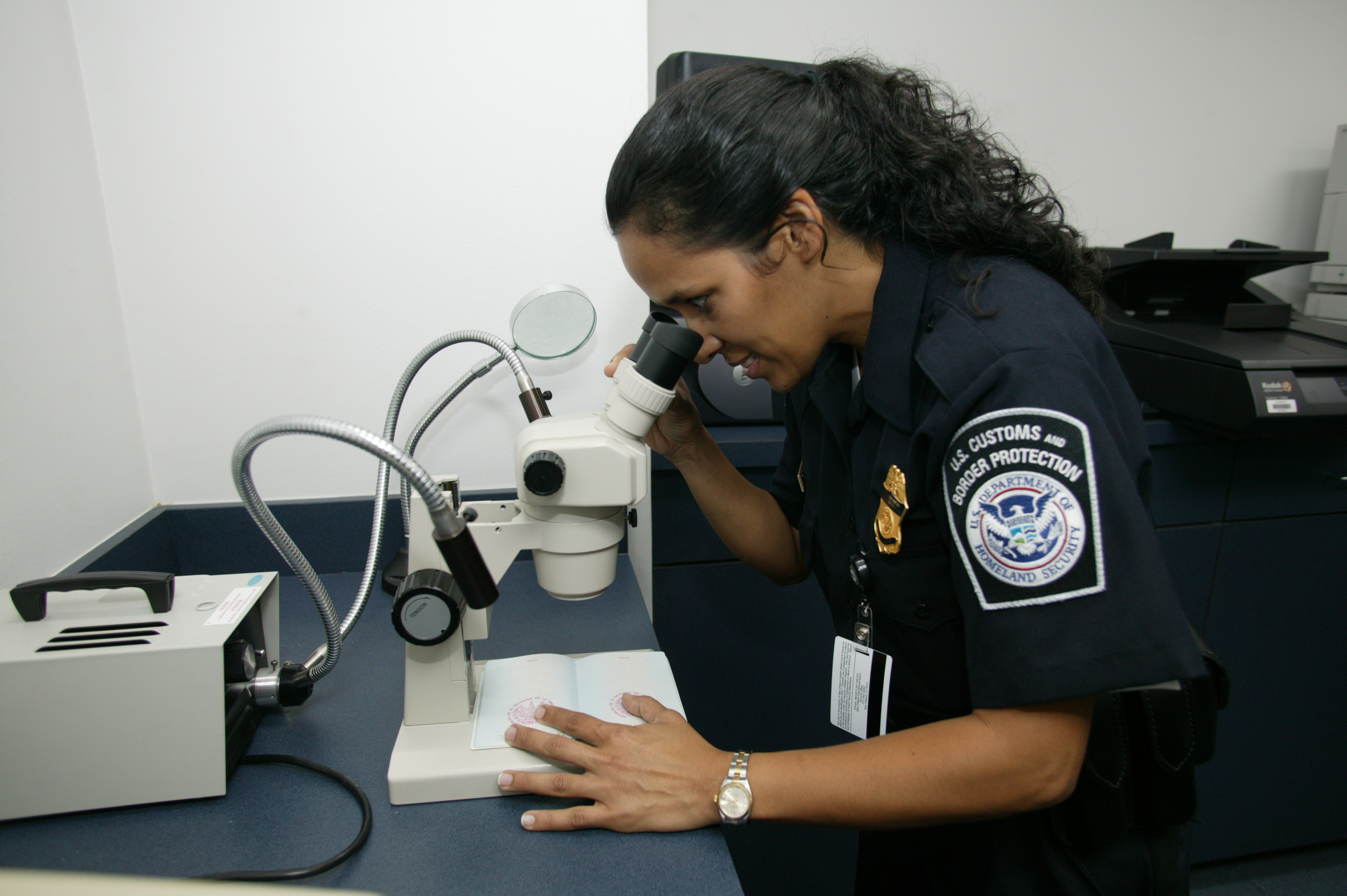
Prüfung eines Reisepasses mit einem Mikroskop auf Echtheit

Ausweisfälschung ist die kriminell motivierte Manipulation oder die Totalfälschung eines Ausweises oder Berechtigungsscheines zum Zwecke der Täuschung. Meistens handelt es sich dabei um amtliche Dokumente, beispielsweise Reisepässe, Personalausweise und Führerscheine.

## Zielsetzung
Ziel der Ausweisfälschung ist das Vereiteln einer Identifizierung einer Person und/oder Ausnutzen von Berechtigungen von bestimmten Personen oder die Vortäuschung einer bestimmten Staatsangehörigkeit.
Durch einen ge- oder verfälschten Ausweis kann der Ausweisinhaber eine Zugangsberechtigung (Mitarbeiterausweis), eine Befähigung (Fahrerlaubnis, Pilotenschein, Schulabschluss, Approbationsurkunde), einen Status (Volljährigkeit, Diplomatenstatus), das Alter oder die Staatsangehörigkeit (Aufenthaltsrecht) vortäuschen. Zumeist werden Dokumente verfälscht, es werden vorhandene und tatsächlich ausgestellte Ausweise in ihrem Inhalt geändert. Gefälschte Dokumente werden häufig gefertigt, um an höherwertige oder zielführende echte Dokumente zu gelangen. So werden einer Behörde gefälschte Geburtsurkunden vorgelegt, um an einen echten Lichtbildausweis zu gelangen. Die Echtheit und Authentizität jedes Ausweises ist nur so gut wie die zugrunde gelegten Dokumente.

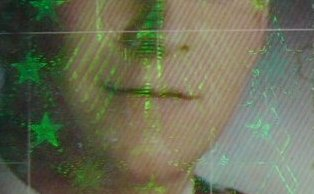
Holographische Elemente (Identigram) als Sicherheitsmerkmal beim deutschen Personalausweis

Falsche Ausweisdokumente sind an fehlenden Sicherheitsmerkmalen überprüfbar. Diese Merkmale werden vom Aussteller oder der auftraggebenden Stelle weitgehend geheim gehalten. Damit sollen gezielte Fälschungen oder Nachahmungen der bekanntgewordenen Merkmale erschwert werden. Bei Sicherheitsmerkmalen von Geldscheinen wird das System der Merkmale bekannt gemacht, um einem breiten Personenkreis die Kontrolle zu ermöglichen.
Fälscherwerkstätten sind zumeist Teil der organisierten Kriminalität. Die breite Einführung der digitalen Bildbearbeitung hat zu einem Anstieg der Fälschungen und insbesondere Verfälschungen geführt. Hierdurch wurde es nötig, neue Sicherheitsmerkmale zu finden, die nicht nur auf der optisch vergleichbaren Wiedergabe beruhen.

## Totalfälschung
Eine Totalfälschung ist eine Urkunde, die von Grund auf neu aus einem Originaldokument möglichst ähnlichen Materialien erschaffen wurde. Bevor eine Totalfälschung ausgeführt werden kann, ist eine komplette Analyse eines vorhandenen Originaldokumentes nötig, um alle Sicherheitsmerkmale und alle Materialstrukturen zu ermitteln. Wegen des hohen notwendigen Aufwands für diese Untersuchung werden Totalfälschungen meist in Serien angefertigt. Es wird versucht, das Papier (möglicherweise mit Wasserzeichen und Faserstruktur) einschließlich Druckfarbe und Aufdrucke zu rekonstruieren. Außerdem müssen dem Original möglichst ähnliches Buchbindermaterial, soweit vorhanden die Kunststofffolien, die Sicherheitselemente wie etwa Hologramme angefertigt werden. Letztlich muss der Totalfälscher das Lichtbild und die Eintragungen mit großem Aufwand nachgestalten. Dieser Aufwand setzt ausreichend „kriminelle Energie“ und eine spezielle Zielsetzung voraus und gehört nicht zu den üblichen Arbeiten von Fälschern.

## Verfälschungen
Verfälschungen sind Originaldokumente, die manipuliert wurden. Bei den Änderungen kann es sich um das Auswechseln des Passbildes, von Zahlen oder Texten/Worten oder Stempeln handeln. Die Abänderung von Eintragungen wie Geburtsdatum, Kinderzahl, Dienstsiegel- oder Stempelabdrücken oder die Löschung von begrenzenden Einträgen, wie bei „gilt nicht für … [Land]“, das Entfernen von belastenden Seiten sind häufige Verfälschungen.
Verfälschungen können sich durch Änderungen im Hintergrunddruck, durch farbliche Abweichungen oder durch Strukturänderungen an der verfälschten Stelle bemerkbar machen. So sind z. B. reduzierende Tintenkiller auf Lackbasis (Scheckfarbstoffe AF) eingebracht, die mit Farbänderung auf Verfälschungen reagieren. Radierungen auf Papier sind an Aufrauungen der Papierglätte erkennbar.
Eine weitere verbreitete Methode ist, durch den angeblichen Verlust eines Dokuments die eigentliche Identität zu verschleiern und so neue Originaldokumente zu erschleichen. Damit sind dann etwa Namensänderungen behördlich bestätigt, obwohl die vorhandenen Dokumente verfälscht sind.

## Strafrecht
Nach deutschem Strafrecht können folgende Straftaten bei Ausweisfälschungen angezogen werden.
- Urkundenfälschung, § 267 StGB
- Mittelbare Falschbeurkundung, § 271 StGB
- Verändern von amtlichen Ausweisen, § 273 StGB
- Urkundenunterdrückung, § 274 StGB
- Vorbereitung der Fälschung von amtlichen Ausweisen, § 275 StGB
- Verschaffen von falschen amtlichen Ausweisen, § 276 StGB
- Missbrauch amtlicher Ausweise, § 281 StGB
- Missbrauch von Titeln, Berufsbezeichnungen und Abzeichen, § 132a StGB
- Personenstandsfälschung, § 169 StGB

In Deutschland niedergelassenen Ausländern kann der gesamte Aufenthaltstitel entzogen werden, wenn dieser zum Beispiel unter Vorlage eines gefälschten Ausweises erschlichen worden ist (§§ § 95, § 96 Aufenthaltsgesetz). Unter den Voraussetzungen von § 282 StGB können gefälschte Urkunden, also auch gefälschte Ausweise, eingezogen werden.